# 야간 간호원
야간 간호원(Night Call Nurses)은 미국에서 제작된 조나단 카프란 감독의 1972년 스릴러 영화이다. 애러너 스튜어트 등이 주연으로 출연하였고 줄리 코먼 등이 제작에 참여하였다.

## 출연

### 주연
- 애러너 스튜어트

### 조연
- 미티 로렌스
- 클린트 킴브로우
- 펠톤 페리
- 스택 피어스
- 리처드 영
- 데니스 듀간
- 딕 밀러
- 로버트 스타츠